# Desa di Rascia

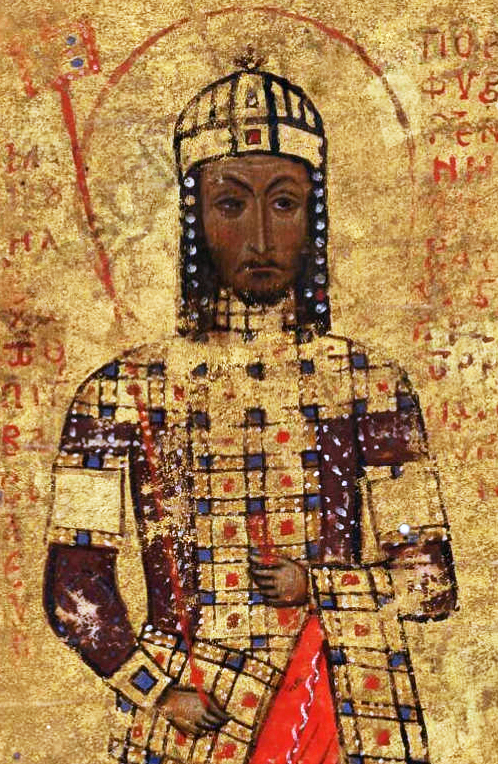
Manuele I Comneno

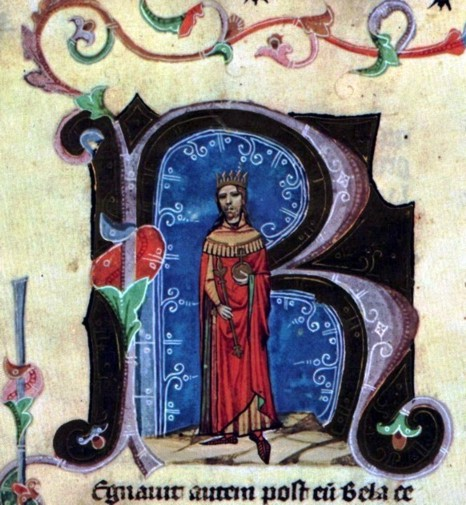
Béla il Cieco Re d'Ungheria

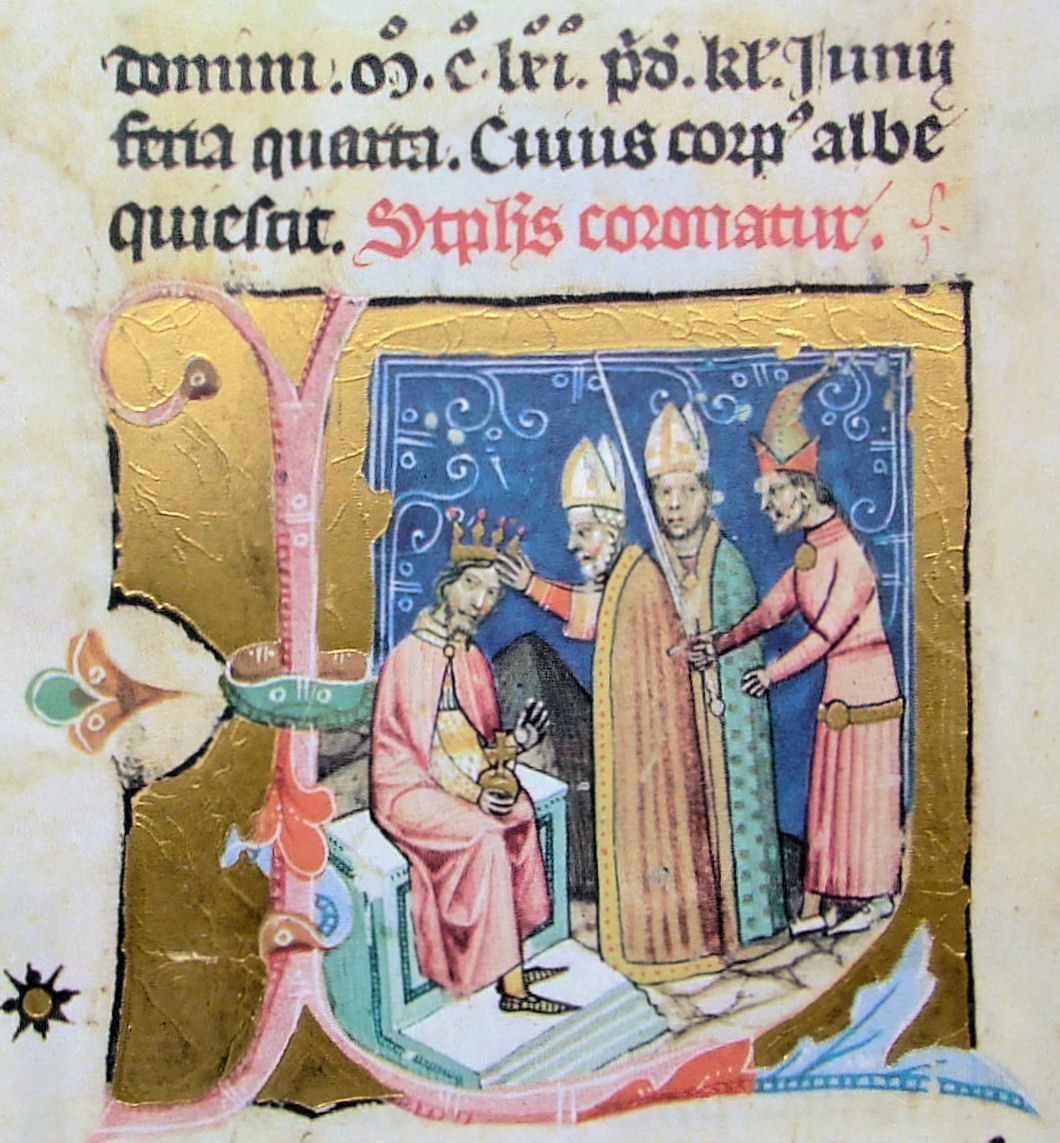
Stefano III d'Ungheria

Desa Urošević Vojislavljević, in serbo Деса Урошевић Војислављевић (fl. XII secolo), fu Gran Principe di Raška dal 1162 al 1165.

## Biografia
Figlio di Uroš I di Rascia, durante il regno di suo fratello Uroš II, nel 1149 partecipò alla guerra di conquista della Doclea. Approfittando della campagna militare bizantina contro i Normanni di Guglielmo I, Uroš II aveva attaccato la Doclea governata dal principe Radoslav e ne aveva assoggettato numerose città. L'imperatore bizantino Manuele I Comneno, di cui Radoslav era vassallo, tralasciò la lotta contro i Normanni e diresse le proprie truppe un Doclea per arrestarne la disfatta. Nel 1150 l'armata bizantina riconquistò la Doclea e la riconsegnò al legittimo sovrano, e proseguì l'avanzata fino alla Rascia. Uroš II fu deposto e sostituito proprio da Desa, nonostante anch'egli avesse preso parte alla guerra.
Uroš II, però, chiese perdono all'imperatore e s'impegnò a fornirgli truppe serbe per le sue future campagne militari. Così Manuele I acconsentì ad un ritorno di Uroš sul trono.
In Ungheria regnava Géza II, figlio Béla II il Cieco e di Jelena di Rascia, sorella di Uroš II e Desa. Géza era salito al trono ancora minorenne sotto la tutela del principe Beloš, un altro fratello di Uroš II e Desa. Tra l'Ungheria e la Rascia, quindi, sin dai tempi in cui in Rascia regnava Uroš I, esisteva una forte alleanza, condivisa dai notabili e dal popolo.
L'Ungheria aveva partecipato alla fallita conquista della Doclea, e Manuele I, anche per questo, nel 1151 le mosse guerra. Uroš II che aveva giurato fedeltà all'Impero bizantino non poté prestare aiuto al nipote Géza che fu sconfitto dall'esercito di Costantinopoli.
La politica filobizantina di Uroš divenne intollerabile per la nobiltà che era legata all'Ungheria, e nel 1155 Uroš II venne rovesciato da una rivolta di corte. Desa fu nuovamente nominato gran principe di Rascia, ma venne di nuovo spodestato dall'Imperatore Manuele che preferiva avere sul trono il fedele Uroš II. In cambio Desa ottenne di amministrare la regione di Dendra.

### L'attività diplomatica
Uroš II governò per lungo tempo col favore bizantino, ma la sua politica venne giudicata negli anni da Manuele Comneno troppo indipendente. Nel 1162 l'imperatore decise di detronizzarlo e di affidare il trono di Rascia ancora una volta a Desa.
Nello stesso anno, Géza II d'Ungheria morì lasciando due figli: Stefano e Béla. Si aprì una disputa dinastica nella quale entrò anche l'Impero bizantino che mise sul trono magiaro Ladislao, figlio di Béla II il Cieco che viveva a Costantinopoli, detronizzando il giovane Stefano III. Alla morte di Ladislao, Manuele I nominò re suo fratello minore Stefano IV che non fu riconosciuto dalla nobiltà e dalla chiesa. Stefano fu arrestato e rimandato a Costantinopoli, e sul trono ungherese tornò il legittimo successore di Géza II, il figlio Stefano III.
Manuele I decise nel 1163 di giungere con l'esercito in Ungheria per riportare Stefano IV sul trono, e chiese a Desa di raggiungerlo a Niš con le sue armate per attaccare insieme. Desa stava dalla parte del legittimo sovrano ungherese, ma fu costretto dapprima ad acconsentire alle richieste imperiali. Incontrato l'imperatore, riuscì a convincerlo a desistere dal proseguire la campagna, e Manuele siglò un trattato di pace con Stefano III abbandonando a se stesso Stefano IV.

### La fine del regno
Manuele I Comneno decise di riorganizzare i principati balcanici che erano sottoposti all'Impero bizantino. Nel 1165 stabilì che la Rascia divenisse un feudo del principe Nemanja che regnava sulla regione di Toplica e del fiume Ibar. La Rascia aveva sempre avuto una posizione predominante sugli altri principati serbi, per questo Desa si ribellò alla decisione imperiale. Manuele I, quindi, decise di destituirlo: al suo posto nominò gran principe Tihomir Zavidović, fratello di Nemanja, ripristinando la supremazia della Rascia sulle regioni serbe confinanti.

## Ascendenza
|                    |                   |                    | Genitori                |  |  | Nonni |  |  | Bisnonni            |  |  | Trisnonni |  |
|                    |                   |                    |                         |  |  |       |  |  | Petrislav di Rascia |  |  | …         |  |
|                    |                   |                    |                         |  |  |       |  |  | Petrislav di Rascia |  |  | …         |  |
|                    |                   | …                  |                         |  |  |       |  |  | Petrislav di Rascia |  |  |           |  |
| Marko di Rascia    |                   |                    |                         |  |  |       |  |  | Petrislav di Rascia |  |  |           |  |
|                    |                   | …                  | …                       |  |  |       |  |  |                     |  |  |           |  |
|                    |                   | …                  | …                       |  |  |       |  |  |                     |  |  |           |  |
|                    |                   | …                  | …                       |  |  |       |  |  |                     |  |  |           |  |
| Uroš I di Rascia   |                   | …                  |                         |  |  |       |  |  |                     |  |  |           |  |
|                    |                   | …                  | …                       |  |  |       |  |  |                     |  |  |           |  |
|                    |                   | …                  | …                       |  |  |       |  |  |                     |  |  |           |  |
|                    |                   | …                  | …                       |  |  |       |  |  |                     |  |  |           |  |
| …                  |                   | …                  |                         |  |  |       |  |  |                     |  |  |           |  |
|                    |                   | …                  | …                       |  |  |       |  |  |                     |  |  |           |  |
|                    |                   | …                  | …                       |  |  |       |  |  |                     |  |  |           |  |
|                    |                   | …                  | …                       |  |  |       |  |  |                     |  |  |           |  |
| Desa di Rascia     |                   | …                  |                         |  |  |       |  |  |                     |  |  |           |  |
|                    | Romano IV Diogene | Costantino Diogene |                         |  |  |       |  |  |                     |  |  |           |  |
|                    | Romano IV Diogene | Costantino Diogene |                         |  |  |       |  |  |                     |  |  |           |  |
|                    | Romano IV Diogene | …                  |                         |  |  |       |  |  |                     |  |  |           |  |
| Costantino Diogene | Romano IV Diogene |                    |                         |  |  |       |  |  |                     |  |  |           |  |
|                    |                   | Anna di Bulgaria   | Alusiano di Bulgaria    |  |  |       |  |  |                     |  |  |           |  |
|                    |                   | Anna di Bulgaria   | Alusiano di Bulgaria    |  |  |       |  |  |                     |  |  |           |  |
|                    |                   | Anna di Bulgaria   | …                       |  |  |       |  |  |                     |  |  |           |  |
| Anna Diogenissa    |                   | Anna di Bulgaria   |                         |  |  |       |  |  |                     |  |  |           |  |
|                    |                   | Giovanni Comneno   | Manuele Comneno Erotico |  |  |       |  |  |                     |  |  |           |  |
|                    |                   | Giovanni Comneno   | Manuele Comneno Erotico |  |  |       |  |  |                     |  |  |           |  |
|                    |                   | Giovanni Comneno   | …                       |  |  |       |  |  |                     |  |  |           |  |
| Teodora Comnena    |                   | Giovanni Comneno   |                         |  |  |       |  |  |                     |  |  |           |  |
|                    |                   | Anna Dalassena     | Alessio Caronte         |  |  |       |  |  |                     |  |  |           |  |
|                    |                   | Anna Dalassena     | Alessio Caronte         |  |  |       |  |  |                     |  |  |           |  |
|                    |                   | Anna Dalassena     | Adriana Dalassena       |  |  |       |  |  |                     |  |  |           |  |
|                    |                   | Anna Dalassena     |                         |  |  |       |  |  |                     |  |  |           |  |